# Discografie van Jayh
Hieronder volgt de discografie van de Nederlandse rapper Jayh, met name zijn eigen uitgaven, zijn albums, zijn nummers met een notering in een hitlijst, zijn gastoptredens en zijn videoclips. 

## Eigen uitgaven
| Jaar | Album               | Mixtape / EP | Label     |
| ---- | ------------------- | ------------ | --------- |
| 2009 |                     | Jayh.nl EP   | Top Notch |
| 2010 | Slordig mixtape [1] |              | Top Notch |
| 2011 | Jayh Jawson         |              | Top Notch |

- [1]: In de vorm van een gelimiteerde USB-stick die opgehaald kon worden in een kledingzaak in Amsterdam.

## Hitnoteringen

### Albums
| Album        | Verschijnen      | Label        | Hitlijsten | Hitlijsten | Hitlijsten | Hitlijsten | Opmerkingen                     |
| Album        | Verschijnen      | Label        | BE (VL)    | BE (VL)    | NL         | NL         | Opmerkingen                     |
| Album        | Verschijnen      | Label        | Piek       | Weken      | Piek       | Weken      | Opmerkingen                     |
| ------------ | ---------------- | ------------ | ---------- | ---------- | ---------- | ---------- | ------------------------------- |
| Ik leef      | 25 november 2016 | Top Notch    | —          | —          | 25         | 20         | Studioalbum                     |
| 10           | 26 oktober 2018  | Avalon Music | —          | —          | 12         | 8          | Studioalbum / Goud in Nederland |
| Lach         | 27 maart 2020    | Avalon Music | —          | —          | 34         | 3          | Studioalbum                     |
| Love stories | 12 mei 2023      | Avalon Music | —          | —          | 35         | 1          | Studioalbum                     |

### Nummers
| Lied                                                           | Verschijnen       | Album                                    | Hitlijsten | Hitlijsten | Hitlijsten  | Hitlijsten  | Hitlijsten   | Hitlijsten   | Opmerkingen          |
| Lied                                                           | Verschijnen       | Album                                    | BE (VL)    | BE (VL)    | NL (Top 40) | NL (Top 40) | NL (Top 100) | NL (Top 100) | Opmerkingen          |
| Lied                                                           | Verschijnen       | Album                                    | Piek       | Weken      | Piek        | Weken       | Piek         | Weken        | Opmerkingen          |
| -------------------------------------------------------------- | ----------------- | ---------------------------------------- | ---------- | ---------- | ----------- | ----------- | ------------ | ------------ | -------------------- |
| Cool (remix) (met Dio, Adonis, Kleine Viezerik en Kempi)       | 22 januari 2010   | Rock & roll (van Dio)                    | —          | —          | —           | —           | 69           | 1            |                      |
| Ik ga hard (met The Partysquad, Adje, Gers Pardoel en Reverse) | 14 januari 2011   | —                                        | —          | —          | 16          | 9           | 8            | 26           |                      |
| 't Maakt niet uit (met Darryl)                                 | 2 februari 2011   | Dichtbij (van Darryl)                    | —          | —          | —           | —           | 29           | 7            |                      |
| Body language (ride) (met The Partysquad en Rochelle Perts)    | 15 augustus 2011  | —                                        | —          | —          | —           | —           | 91           | 2            |                      |
| Helemaal naar de klote (met The Partysquad, Sjaak en Reverse)  | 7 februari 2013   | —                                        | tip59      | —          | 28          | 5           | 14           | 24           | Goud in Nederland    |
| Laat maar komen (met Fit)                                      | 15 maart 2013     | Glen Faria (van Fit)                     | —          | —          | —           | —           | 70           | 3            |                      |
| Mooie dag                                                      | 1 januari 2014    | —                                        | —          | —          | 24          | 10          | 16           | 29           | Platina in Nederland |
| Blijf hangen (met Sharon Doorson en Reverse)                   | 1 september 2014  | Retro (van Reverse)                      | —          | —          | tip6        | —           | —            | —            |                      |
| Banaan (met Jebroer en Stepherd & Skinto)                      | 12 januari 2015   | —                                        | 6          | 23         | —           | —           | —            | —            | Goud in Nederland    |
| Je lijkt op iemand                                             | 8 mei 2015        | —                                        | —          | —          | tip5        | —           | 99           | 1            |                      |
| Bobbel (met ChildsPlay)                                        | 28 juni 2015      | —                                        | —          | —          | tip5        | —           | 53           | 20           | Platina in Nederland |
| Ku bo so (met Broederliefde)                                   | 18 september 2015 | Hard work pays off (van Broederliefde)   | —          | —          | —           | —           | 98           | 1            |                      |
| We zijn hier (met Dio, Bokoesam en Ronnie Flex)                | 9 oktober 2015    | De man (van Dio)                         | —          | —          | —           | —           | 92           | 2            |                      |
| Zeg me (met Broederliefde en Sevirio)                          | 29 april 2016     | Hard work pays off 2 (van Broederliefde) | —          | —          | —           | —           | 41           | 18           | Goud in Nederland    |
| Ballon (met SBMG en Broederliefde)                             | 30 september 2016 | Ik leef                                  | —          | —          | 36          | 2           | 20           | 11           | Platina in Nederland |
| Verwijderd (met Jonna Fraser en Broederliefde)                 | 14 oktober 2016   | Blessed (van Jonna Fraser)               | —          | —          | —           | —           | 25           | 7            |                      |
| Jodge me niet (met AmsterdamSoundSystem)                       | 21 oktober 2016   | Ik leef                                  | —          | —          | —           | —           | 87           | 4            | Goud in Nederland    |
| Openbaar (met Frenna en KM)                                    | 7 november 2016   | Geen oog dichtgedaan (van Frenna)        | —          | —          | —           | —           | 58           | 3            |                      |
| Volgende stap                                                  | 18 november 2016  | Ik leef                                  | —          | —          | tip4        | —           | 34           | 13           | Platina in Nederland |
| Niks nieuws (met Jonna Fraser en Sevn Alias)                   | 17 maart 2017     | Jonathan (van Jonna Fraser)              | —          | —          | tip9        | —           | 45           | 7            | Goud in Nederland    |
| Van mij (met Jandro en Zefano)                                 | 12 mei 2017       | 10                                       | —          | —          | —           | —           | 56           | 21           | Platina in Nederland |
| 25 to life (met SFB)                                           | 7 juli 2017       | 77 nachten (van SFB)                     | —          | —          | —           | —           | 51           | 2            | Goud in Nederland    |
| Zing! (met Nick & Simon)                                       | 1 september 2017  | Aangenaam (van Nick & Simon)             | tip38      | —          | tip15       | —           | —            | —            |                      |
| Inna minute (met Sevn Alias)                                   | 6 oktober 2017    | Picasso (van Sevn Alias)                 | —          | —          | —           | —           | 43           | 2            |                      |
| Binnenkort (met Spanker, Sevn Alias, Kempi en Jonna Fraser)    | 15 december 2017  | —                                        | —          | —          | —           | —           | 99           | 1            |                      |
| Fluister (met Dopebwoy, Jonna Fraser en Zefanio)               | 2 februari 2018   | 10                                       | —          | —          | —           | —           | 43           | 3            | Goud in Nederland    |
| Bom 't (met Mula B, Bizzey en Dopebwoy)                        | 11 mei 2018       | 10                                       | —          | —          | —           | —           | 42           | 6            | Goud in Nederland    |
| Mijn zijde (met Josylvio)                                      | 11 mei 2018       | Hella cash (van Josylvio)                | —          | —          | —           | —           | 77           | 1            |                      |
| Metro 53 (met SBMG en Zefanio)                                 | 22 juni 2018      | Metro 53 (van SBMG)                      | —          | —          | —           | —           | 36           | 1            |                      |
| Ben je down? (met Famke Louise en Badd Dimes)                  | 17 augustus 2018  | —                                        | —          | —          | tip4        | —           | 20           | 8            | Goud in Nederland    |
| Real love (met Tabitha)                                        | 7 september 2018  | 10                                       | —          | —          | —           | —           | 89           | 1            |                      |
| Rauw (met Pyramids)                                            | 5 oktober 2018    | 10                                       | —          | —          | —           | —           | 78           | 3            |                      |
| Soldaat (met Sevn Alias, Murda en Cho)                         | 19 oktober 2018   | RWNIA (soundtrack Mocro Maffia)          | —          | —          | —           | —           | 74           | 1            |                      |
| Dimelo (met Frenna)                                            | 23 november 2018  | Francis (van Frenna)                     | —          | —          | —           | —           | 23           | 3            |                      |
| Rodeo (met Hef en Murda)                                       | 25 januari 2019   | Koud (van Hef)                           | —          | —          | —           | —           | 58           | 1            |                      |
| Zomer (met Gers Pardoel)                                       | 15 maart 2019     | 2020 (van Gers Pardoel)                  | 42         | 8          | —           | —           | —            | —            | Goud in België       |
| Volmaakt                                                       | 29 maart 2019     | Lach                                     | —          | —          | —           | —           | 86           | 1            |                      |
| Coco                                                           | 31 mei 2019       | Lach                                     | —          | —          | —           | —           | 78           | 1            |                      |
| Bikini (met Broederliefde en KM)                               | 27 mei 2022       | Strandje aan de Maas (van Broederliefde) | —          | —          | —           | —           | 26           | 10           |                      |

## Gastoptredens
| Jaar | Nummer                                             | Nummer                                                                                          | Album                           | Album                |
| Jaar | Naam                                               | met                                                                                             | Naam                            | Album Artiest        |
| ---- | -------------------------------------------------- | ----------------------------------------------------------------------------------------------- | ------------------------------- | -------------------- |
| 2004 | Honingzoet                                         | K-Liber                                                                                         | Schuurpapier                    | K-Liber              |
| 2005 | Zoveel ho's                                        | THC                                                                                             | Artikel 140                     | THC                  |
| 2007 | In de stu                                          | THC                                                                                             | Puur en onversneden             | THC                  |
| 2008 | Cool                                               | Dio                                                                                             | Rock-'n-Roll                    | Dio                  |
| 2008 | -Waar ik sta -Zondag vrij -SpeEeZz                 | Lange Frans & Baas B                                                                            | Verder                          | Lange Frans & Baas B |
| 2008 | -Dingen die je doet -Blijf op me hossel -Die bitch | Ado'nis                                                                                         | Who the fuck is Ado'nis mixtape | Ado'nis              |
| 2008 | Bedankt                                            | Darryl                                                                                          | Terug mixtape                   | Darryl               |
| 2009 | Johnny                                             | Hef                                                                                             | Hefvermogen                     | Hef                  |
| 2009 | -Mijn ding -Klaar Mee                              | -Big2 & Kleine Viezerik -Big2 en Joya                                                           | Zin in mixtape                  | Big2                 |
| 2009 | Champion sound                                     | Flinke Namen                                                                                    | Kunst & vliegwerk mixtape       | Flinke Namen         |
| 2010 | Niet naar huis remix                               | Rocks, Big2, Mr. Menaze, Rotjoch, Naffer, Badboy Taya, Lange Frans, Brainpower, Kempi & RB Djan | THC Mixtape Vol. 2              | THC                  |
| 2010 | Je doet als een lady                               | Big2 & Brainpower                                                                               | Ik ben twan                     | Big2                 |

## Videoclips
| Jaar | Nummer           | Nummer                             | Director        | Album           |
| Jaar | Naam             | met                                | Director        | Album           |
| ---- | ---------------- | ---------------------------------- | --------------- | --------------- |
| 2009 | Mijn baby (Zouk) |                                    | Damsceaux       | Jayh.nl         |
| 2009 | Mijn hossel      | Hef, Adje & Kempi                  | Damsceaux       | Jayh.nl         |
| 2009 | Delilah          | Willie Wartaal                     | Opslaan Als     | Jayh.nl         |
| 2009 | Cool             | Dio                                | Opslaan Als     | Jayh.nl         |
| 2010 | Cool remix       | Dio, Adje, Kleine Viezerik & Kempi | Opslaan Als     |                 |
| 2010 | Fock wachten     | Adje                               | Paul Geusebroek | Slordig Mixtape |
| 2010 | Wat weet je nou  | Reverse & Adje ft. Dio, Sef & Jayh |                 |                 |
| 2011 | Gek              | Kleine Viezerik                    |                 |                 |
| 2013 | Mijn alles       |                                    | Vigics          |                 |